# Arrinera Hussarya GT
Der Arrinera Hussarya GT ist ein Supersportwagen, der von dem polnischen Sportwagenhersteller Arrinera Automotive in Warschau gefertigt werden soll und formal auf der Autosport International 2016 in Birmingham erstmals gezeigt wurde. Er ist benannt nach der polnischen schweren Kavallerie Hussaria.
Die Straßenzulassung wird für das vierte Quartal 2017 erwartet. Das Modell wurde als GT-Version des Modells Arrinera Hussarya 33 konzipiert.
Mitte 2016 wurde von einem ehemaligen Direktor eine Petition vor britischen Gerichten eingebracht, über das Unternehmen wegen unbezahlter Schulden Gläubigerschutz zu beantragen. Das Petitionsverfahren zur Liquidation ist anhängig.

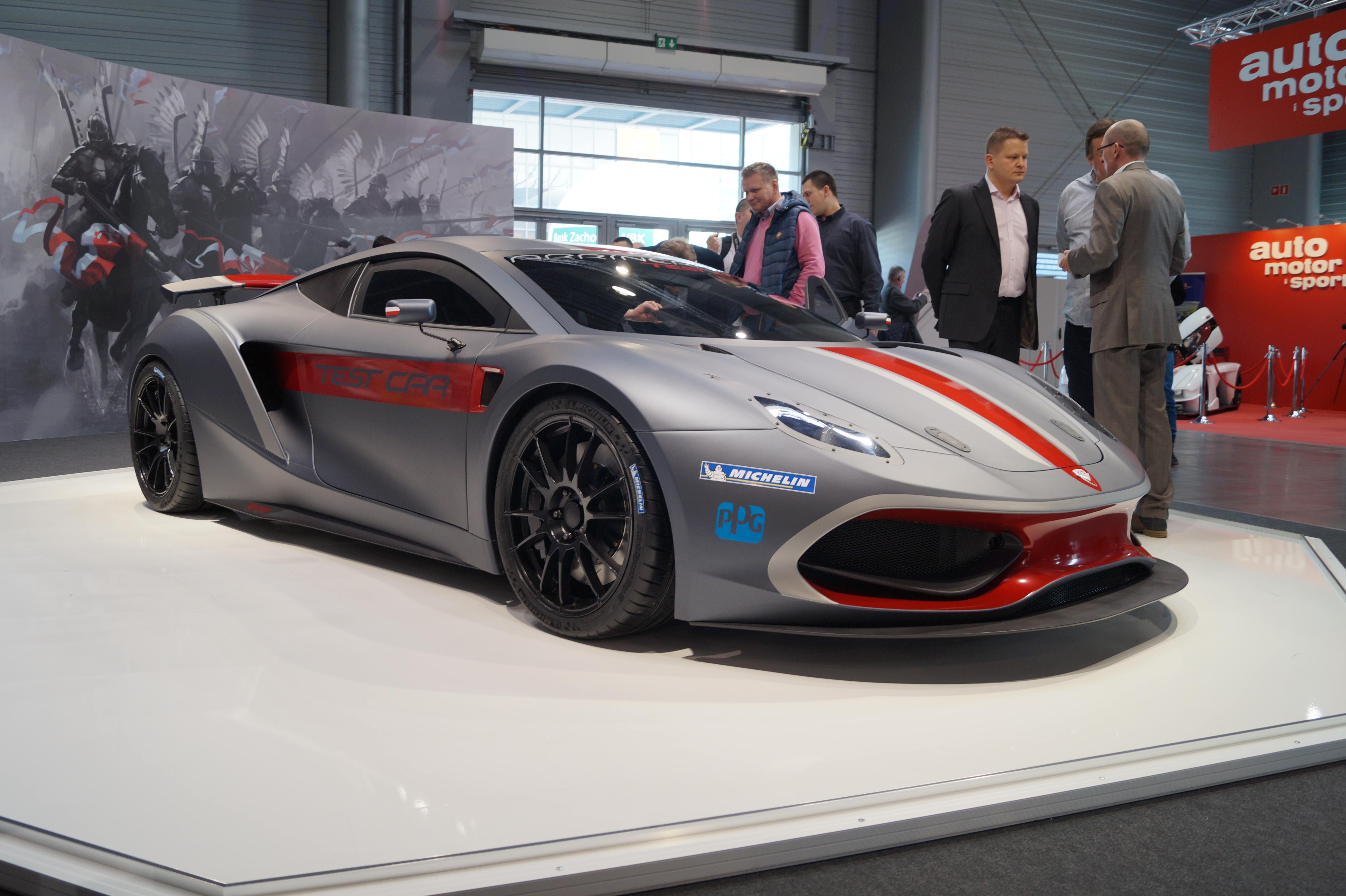
Arrinera Hussarya 33, Limitierte Straßenversion